# Gà Orloff

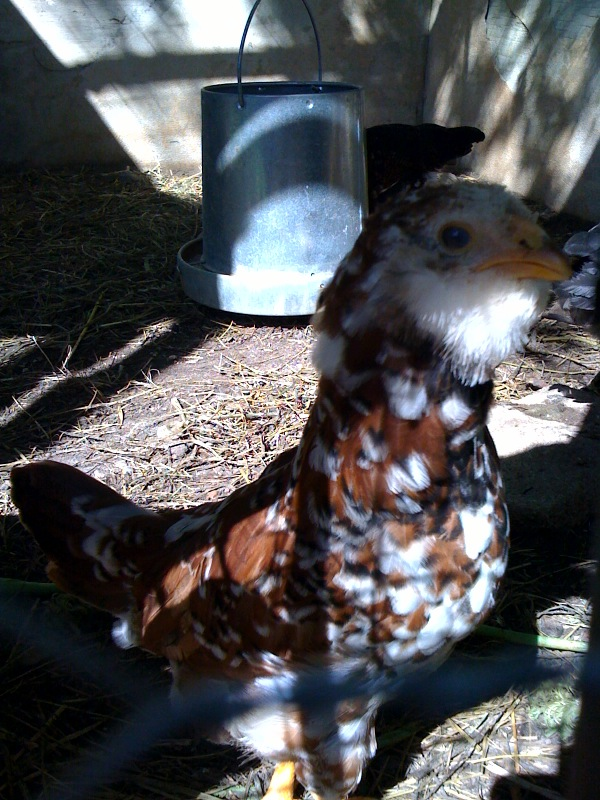
Gà Orloff

Gà Orloff là một giống gà có nguồn gốc từ nước Nga, giống gà này được đặt theo tên của Alexei Grigoryevich Orlov là một người Nga (đây cũng là tác giả tạo ra giống ngựa Orloff. Để phản ánh nguồn gốc này, chúng đôi khi được gọi là gà Orloff Nga hoặc đơn giản là gà Nga. 

## Lịch sử
Trong hầu hết lịch sử của nó, gà Orloff được coi là sản phẩm của nước Nga và của cá nhân ông Orlov, nhưng nghiên cứu hiện đại đã phát hiện ra giống đầu tiên xuất hiện ở Ba Tư và được phân bố khắp châu Âu và châu Á vào thế kỷ 17. Tuy nhiên, Quận công Orlov là một người quảng bá quan trọng của giống gà này trong thế kỷ 19, và giống gà này được biết đến ở phương Tây sau những nỗ lực của ông ta, do đó tên của giống gà này là để ghi nhận.
Những con gà Orloff lần đầu tiên được du nhập đến Vương quốc Anh trong những năm 1920, và cũng đã được đón nhận ở Đức, người Đức đã tạo ra món khai vị băm nhỏ đầu tiên từ gà Orloff vào năm 1925. Giống gà này đã từng được đưa vào tiêu chuẩn giống của Hiệp hội Gia cầm Mỹ, Tiêu chuẩn Hoàn thiện, nhưng nó đã bị loại bỏ do thiếu sự quan tâm của các nhà lai tạo. Trong thế kỷ 21, gà Orloff vẫn là một giống hiếm ở phương Tây. Tổ chức Bảo tồn gia súc (Livestock Conservancy) liệt kê giống gà này đang bị đe dọa nghiêm trọng.

## Đặc điểm
Gà Orloff là một con gà cao ráo, có lông vũ với vẻ ngoài giống như một con gà chọi. Đầu và cổ chúng rất dày. Chúng có vẻ bề ngoài một số màu sắc được công nhận gồm các màu: Đen, Trắng, Vàng, Đỏ đuôi, Gỗ gụ và ó điều (Cuckoo). Bộ lông của chúng, kết hợp với chiếc mồng hình quả óc chó nhỏ xíu, những dái tai nhỏ và những cái tích nhỏ, làm cho gà Orloff trở thành một giống gà trông bề ngoài như thích nghi với cái lạnh giá. Con gà trống thường nặng 3,6 kg (7,9 lb) và gà mái khoảng 3 kg (6,6 lb). Gà Orloff chủ yếu phù hợp với việc nuôi gà lấy thịt, nhưng gà mái là những giống đẻ trứng có vỏ màu nâu nhạt và thường không đi theo con. Nói chung về mặt tính nết chúng được biết đến là những con gà tương đối điềm tĩnh.